# 横山知生
横山 知生（よこやま ともお、3月9日 - ）は、日本の漫画家、イラストレーター。栃木県出身。宇都宮アート&スポーツ専門学校マンガ・アニメ科卒業。

## 作品リスト

### 連載
- 私のおウチはHON屋さん（『月刊ガンガンJOKER』2010年2月号 - 2013年7月号、スクウェア・エニックス、全8巻）
- 漫専魔王少女エナ様（『月刊少年ガンガン』2014年6月号 - 2015年9月号、スクウェア・エニックス、全3巻）
- ボクと師匠の秘密工房（『ガンガンONLINE』、スクウェア・エニックス、全2巻）

### 読み切り
- お仕えニンジャ雅（『ガンガンONLINE』、スクウェア・エニックス、）　※私のおウチはHON屋さん第3巻に収録

### 挿絵
- ひぐらしのなく頃に 語咄し編 WEB版「祓し編」（作：雪名、『ガンガンONLINE』、スクウェア・エニックス）

## アシスタント歴
- 小林尽
- 大久保篤